# Czarna Woda
Czarna Woda là một thị trấn thuộc huyện Starogardzki, tỉnh Pomorskie ở bắc Ba Lan. Thị trấn có diện tích 28 km². Đến ngày 1 tháng 1 năm 2011, dân số của thị trấn là 3211 người và mật độ 116 người/km².